# ATSホイールズ
アウト・テクニッシェ・スペチアルツーベヘール (Auto Technisches Spezialzubehör, ATS) は、ドイツの自動車部品サプライヤー。ラインラント＝プファルツ州バート・デュルクハイムに拠点を置いている。主力事業はアルミホイールの製造・販売で、ほぼすべての主要な自動車メーカーにOEMとして合金ホイールを提供する。一般消費者向けには「ATS」と「Exclusive Line by ATS」の2つのブランドで商品を販売している。
ATSは2008年4月以来ユニホイールズ・グループの傘下にあり、同グループは年間700万本のホイールを生産している。

## 歴史
エーリッヒ・スタールシュミットとエーベルハルト・マイワームは1962年にスタールシュミット&マイワームGmbHを創業、同社は1967年に先進的な低圧鋳造を導入した。2人はより正確なホイールの製造方法を探求していたが、1969年にATSとして初の砂型鋳造によるアルミホイールを製造した。同製法は当時かなり先進的な技術であった。
ATSの最初の軽合金ホイールは1970年に製造され、この製法は世界中に採用されていった。当初ATSはアフターマーケットにのみ製品を提供した。鍛造とは異なり、低圧鋳造法では様々な形状を選択することが可能であった。ATSの名前はすぐに知れ渡り、1971年にはグローバルブランドとしてポルシェが初めて同社の軽合金ホイールを採用した。
「クラシック」ホイールは1972年に発売され、古典的な製品として現在でも需要がある。同様な成功は1975年の「カップ」でも繰り返された。その頃から、現在までVWビートルやVWゴルフ用のオリジナルのスペア部品として採用され、また、世界中の自動車愛好家からも同社の製品は求められた。
ATSの生産は1976年の新工場完成で大幅に増加した。ATSはまた、1977年から1984年まで独自のチームでF1世界選手権に参戦した。1983年にはアネット・スタールシュミットが経営を引き継ぐ。1985年にATSは世界初のトラック用アルミホイールを低圧鋳造法で生産した。
ATSは1990年に低圧鋳造法によるマグネシウムホイールの連続生産を開始した。また、コンサルティング会社アーサー・アンダーセンのサポートを受けてATS Beteiligungs-GmbHとStahlschmidt-&-Maiworm-Technics-GmbHを独立した研究開発会社として設立した。同社は1991年に環境負荷を軽減した水ベースのウェット塗装システムを導入した。
1993年にはWSKポーランドと軽合金ホイールの合弁生産を開始した。ATSグループは200万本の年間生産を実現している。1996年にはブラジルの生産業者の不足から同国内でメルセデス・ベンツのホイール生産を開始した。翌1997年には南アフリカのバベレギに新工場を建設した。インドではメルセデス・ベンツの現地パートナーであるヒンダルコと共同でベンツ用のホイール生産を開始する。ポーランドでATSグループは子会社のStahlschmidt & Maiworm Sp. z o.o.を設立、翌年にはスタロヴァ・ヴォラでの生産が開始した。
ATSは1998年に南アフリカでよく知られるホイールメーカーのタイガーホイールズを買収した。ヴェルドールでは初の1ピース中空ホイールの量産が始まった。インドネシアのPTエクセルとのパートナーシップは2000年に開始し、ポーランドで新たな塗装業務も始まった。2001年には全ての工場でのユニフォームの生産と、ポーランドでのベッドプレートの生産が始まった。
2001年に設立されたS & M USA Inc.は2002年にアラバマ州オーバーンに工場を設立し、翌年にはドイツ自動車メーカーのアメリカ国内工場向けのホイール生産を始めた。ATSグループは2004年に南アフリカのTSWの工場を買収した。また、ポーランド国内で鋳造ホイールの生産を開始した。2005年にはケンタッキー州ワルシャワの工場買収を行い、アメリカでのプレゼンスを強化した。
ATS Beteiligungs GmbHは2007年に破産手続きを開始した。2008年にユニホイールズがATS Beteiligungs GmbHの欧州子会社を引き継ぎ、ドイツ（ヴェルドール）およびポーランド（スタロヴァ・ヴォラ）での生産およびバート・デュルクハイムの本社、ATSブランドの将来を保証した。アメリカと南アフリカの生産及び販売は除外された。
日本では阿部商会により輸入販売されている。

### ロゴ

F1参戦期間（1977-1984）
2009年までのロゴ
2009年のエッセンモーターショーで発表

## ATSグループ
ドイツ
- ATS Automotive GmbH & Co. KG
- ATS Leichtmetallrader GmbH
- ATS Stahlschmidt & Maiworm GmbH
- ATS Stahlschmidt & Maiworm Technics GmbH

ポーランド
- ANZIO Wheels (Poland) Sp. Z o.o.
- ATS Stahlschmidt & Maiworm Sp. Z o.o.

## モータースポーツ

### F1参戦
1974年からF1に参戦していたペンスキーを1976年末に買収したのがATSのF1における始まりである。1977年はチーム名は「ATS・レーシング・チーム」に変更されたが、コンストラクター名はペンスキーでの参戦であったため、コンストラクターとしてのATSの参戦は翌1978年からである。1977年のシーズン終了後にマーチのF1チームも買収した。

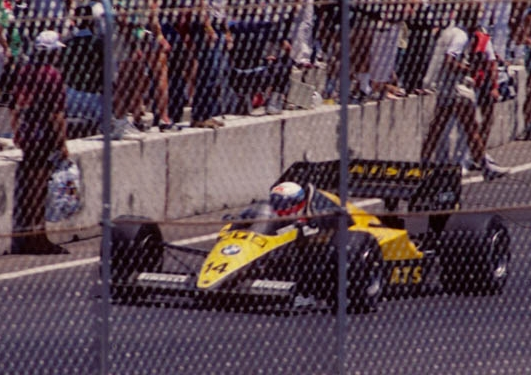
ヴィンケルホックがドライブするD7

1978年のシーズン序盤はペンスキー・PC4を改造したHS1を、後半はD1を使用。7名ものドライバーを起用するも、ノーポイントに終わった。
1979年から1982年にかけては入賞なしか、入賞しても1回か2回だけというシーズンを送る。1981年に使用されたHGS1は、チーム代表のハンス・ギュンター・シュミットの頭文字から取られている。しかし、この後のマシンは再びDの後に数字が来る方式になっている。
1983年からはBMWターボエンジンの供給を受け、グスタフ・ブルナーによってデザインされた新車のD6は、F1マシンで初めてメス型によって製作されたカーボンモノコックを使用。メス型を用いることでオス型モノコックで必要だった表面のカウルを装着する必要がなくなった。しかし、このシーズンもポイントを獲得することができなかった。
1984年にはゲルハルト・ベルガーが第14戦イタリアGPで6位入賞を果たすも、開幕時点では1台エントリーとなっていたため、2台目のマシンを走らせていたベルガーの入賞はカウントされなかった。この年をもってF1から撤退する。
1988年、ギュンター・シュミットは新たに「リアル・レーシング」を結成しF1に再参戦したが、翌1989年に撤退した。

### 現在
ATSは様々なモータースポーツに参加し、ドイツツーリングカー選手権 (DTM) やフォーミュラ3カップ、ユーロF3、セアト・レオン・スーパーコパ、セアト・レオン・カップVLN、ホンダ・シビック・カップVLN、フォード・フィエスタSTカップ、フォーミュラDMSB、ADACクラブスポーツ・シリーズ、スズキ・スイフト・カップNL等に参戦するチームに製品を供給している。

### F1変遷表
| 年     | エントリー名                                                  | 車体型番        | タイヤ | エンジン                  | 燃料・オイル      | ドライバー | ポイント | ランキング |
| ------ | ------------------------------------------------------------- | --------------- | ------ | ------------------------- | ----------------- | --- | -------- | ---------- |
| 1977年 | ATS・レーシング・チーム * Interscope Racing(PC4)              | ペンスキー・PC4 | G      | フォードDFV(3.0L V8)      | バルボリン スノコ | ジャン＝ピエール・ジャリエ ハンス・ヘイヤー ハンス・ビンダー ダニー・オンガイス                                                              | 1        | 12位       |
| 1978年 | ATS・レーシング・チーム * F&S Properties/ATS Racing Team(HS1) | HS1 D1          | G      | フォードDFV               | シェル            | ヨッヘン・マス ジャン＝ピエール・ジャリエ ミハエル・ブリークモレン アルベルト・コロンボ ケケ・ロズベルグ ハンス・ビンダー ハラルド・アートル | 0        | NC         |
| 1979年 | ATSホイール                                                   | D2 D3           | G      | フォードDFV               | シェル            | ハンス＝ヨアヒム・スタック | 2        | 11位       |
| 1980年 | チーム・ATS                                                   | D3 D4           | G      | フォードDFV               | シェル            | マルク・スレール ヤン・ラマース ハラルド・アートル                                                                                           | 0        | NC         |
| 1981年 | チーム・ATS                                                   | D4 HGS1         | M ,A   | フォードDFV               | シェル            | ヤン・ラマース スリム・ボルグッド | 1        | 12位       |
| 1982年 | チーム・ATS                                                   | D5              | G      | フォードDFV               | シェル            | マンフレッド・ヴィンケルホック エリセオ・サラザール                                                                                          | 4        | 11位       |
| 1983年 | チーム・ATS                                                   | D6              | G      | BMW M12/13(1.5L L4ターボ) | シェル            | マンフレッド・ヴィンケルホック | 0        | NC         |
| 1984年 | チーム・ATS                                                   | D7              | P      | BMW M12/13                | シェル            | マンフレッド・ヴィンケルホック ゲルハルト・ベルガー                                                                                          | 0        | NC         |

- *枝がついているチームに車体を供給（括弧内に供給した車体の型番を記載）
- *斜体になっているドライバーはスポット参戦など